# Zamek w Vincennes

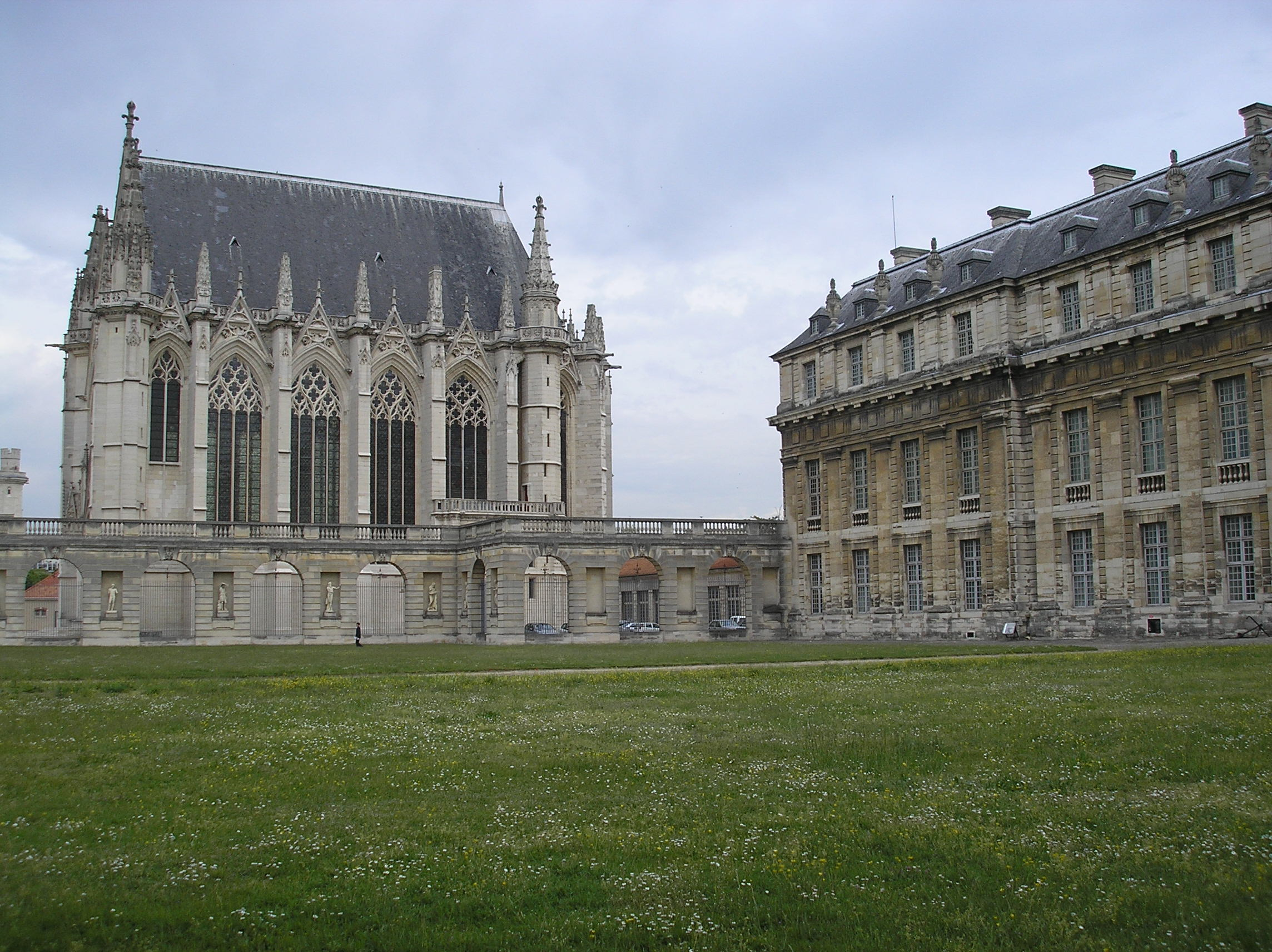
Kaplica zamkowa

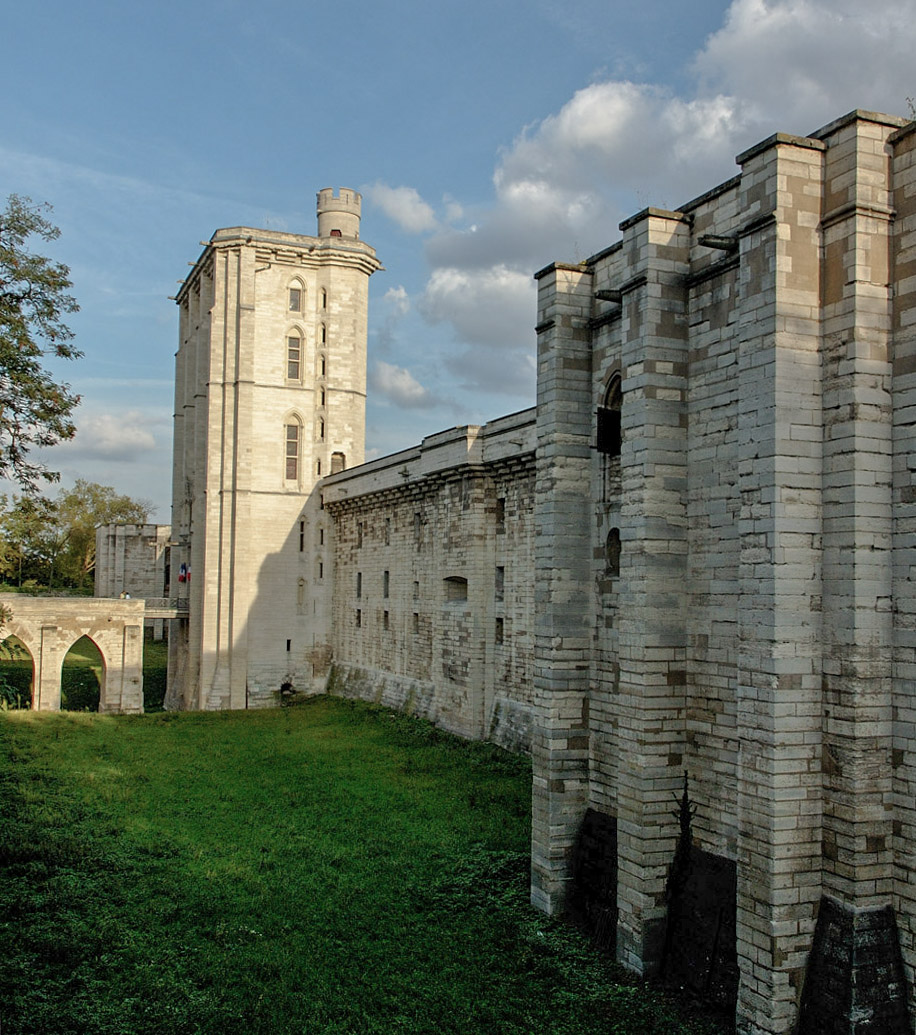
Mury obwodowe zamku

Zamek w Vincennes (fr. Château de Vincennes) – XIV-wieczny zamek na paryskim przedmieściu Vincennes, w przeszłości rezydencja królów Francji.

## Historia
W 1150 Ludwik VII nakazał budowę w lesie Vincennes domu, w którym mógłby odpoczywać po polowaniach. Ulubione to miejsce rozrywek i wypoczynku królów francuskich, rozbudowane przez Filipa II Augusta i Ludwika IX, stało się okazałym dworem obronnym. Według legendy to właśnie stamtąd ten ostatni wyruszyć miał na krucjatę, z której nie powrócił. W tej rezydencji królewskiej przyszło na świat trzech królów Francji: Ludwik X, Filip V oraz Karol IV, zaś dwóch innych wzięło ślub (Filip III oraz Filip IV). Zamek Vincennes czasowo mieścił też relikwie korony cierniowej, zanim przeniesiono je do Sainte-Chapelle. Karol V, który szczególnie polubił ten budynek, nakazał jego rozbudowę i przeniósł tam swoją oficjalną bibliotekę. To w czasie tych prac obiekt przybrał formę typowego późnośredniowiecznego zamku, otrzymał też swoją najsłynniejszą część – donżon. W XVI wieku królowie Francji przenieśli się jednak do Luwru, a średniowieczny zamek sprawiał zbyt ponure wrażenie, by nadal służyć rozrywce. Został zaadaptowany na więzienie; najsławniejszym osadzonym był przyszły król Henryk IV Burbon, uwięziony na krótko w czasie wojen religijnych, jeszcze jako protestancki król Nawarry.
W XVII wieku Louis Le Vau na polecenie Ludwika XIV rozpoczął przebudowę zamku na cele reprezentacyjne, lecz nigdy jej nie ukończył, ponieważ uwaga władcy skoncentrowała się na Wersalu. Ostatecznie Vincennes zostało przekazane w zamian za Vaux-le-Vicomte Fouquetowi, ministrowi skonfliktowanemu z wszechwładnym królem. Fouquet, ostatni arystokratyczny lokator zamku, stracił na tej zamianie.
W XVIII wieku zamek przekształcono najpierw na manufakturę porcelany, następnie na więzienie stanu. Wśród osadzonych byli markiz de Sade, Denis Diderot oraz Mirabeau, a w czasie rewolucji francuskiej głównie zakonnice i zakonnicy, którzy odmówili przysięgi na wierność państwu. W 1796 rozlokowano tam fabrykę broni, koszary i arsenał. W późniejszych latach zamek znowu był więzieniem: przetrzymywano tam republikańskich spiskowców w czasach monarchii lipcowej oraz wrogich Napoleonowi III byłych deputowanych do Zgromadzenia Narodowego w 1851.
Z historią zamku wiążą się dwie słynne egzekucje, które miały miejsce w pobliżu murów, stracono: księcia d'Enghien w 1804 (fałszywie oskarżonego o chęć restauracji Burbonów) oraz Matę Hari w 1917. W czasie nazistowskiej okupacji Paryża hitlerowcy przetrzymywali w Vincennes kilkudziesięciu zakładników, z czego 30 wymordowali 20 sierpnia 1944. Cztery lata wcześniej w zamku rezydował przez krótki czas Maurice Gamelin, kierując krótkotrwałą obroną kraju. W czasie II wojny światowej zamek został poważnie uszkodzony, obecnie trwa jego rekonstruowanie. Nadal pełni funkcje związane z wojskiem, jego część mieści wystawę zabytkowego oręża.
Zamek otacza Lasek Vincennes, park miejski powstały w czasie wielkiej przebudowy Paryża.

## Architektura

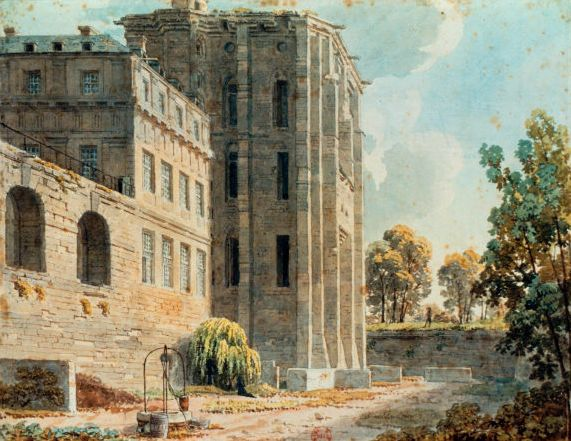
Miejsce stracenia księcia d'Enghien

Na obecny kształt zamku w decydujący sposób wpłynęła przebudowa z XVII wieku. Zarówno obecny kształt kompleksu zamkowego (czworobok z dwoma dziedzińcami, donżonem w obrębie murów obwodowych oraz wolnostojącą kaplicą), jak i podstawowe elementy jego architektury pochodzą właśnie z tego okresu. Jedynie donżon zamkowy, wznoszący się na wysokość 52 metrów, oraz kaplica datują się z XV stulecia. Wymiary całego kompleksu to 330 metrów długości i 120 szerokości.
Wjazd na teren zamku wiedzie poprzez bramę, której pierwotna wysokość wynosiła 42 metry (obniżona w czasach napoleońskich), i która prowadzi na pierwszy dziedziniec kompleksu, otoczona barokowymi, dwupiętrowymi zabudowaniami. Donżon i gotycka kaplica zamkowa (gotyk płomienisty) znajdują się w obrębie drugiego dziedzińca.